# Диаграмма сгорания задач

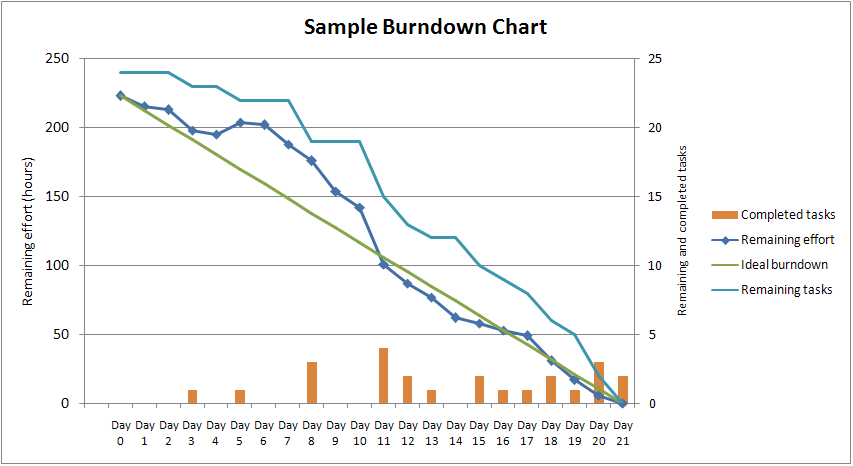
Диаграмма отображает завершённый спринт. Показывает оставшиеся нерешенные задачи и трудозатраты, необходимые для их завершения из расчёта на 21 рабочий день.

Диаграмма сгорания задач (англ. burndown chart) — диаграмма, показывающая количество сделанной и оставшейся работы. Использование диаграммы часто практикуется при работе согласно гибким методологиям разработки, таким как Scrum.
Обновляется ежедневно с тем, чтобы в простой форме показать подвижки в работе над спринтом. График должен быть общедоступен.
Существуют разные виды диаграммы:
- диаграмма сгорания работ для спринта — показывает, сколько уже задач сделано и сколько ещё остаётся сделать в текущем спринте.
- диаграмма сгорания работ для выпуска проекта — показывает, сколько уже задач сделано и сколько ещё остаётся сделать до выпуска продукта (обычно строится на базе нескольких спринтов).